# Сехира
Сехира, Ла-Скира или Ла-Схира (араб. الصخيرة‎) — город и нефтяной порт на востоке Туниса, расположенный на берегу залива Габес. Конечный пункт нефтепроводов из месторождений Алжира и Туниса. Административно относится к провинции Сфакс, в 2014 году в Сехире проэивало 11912 человек.

## История
Город Сехира был основан во времена Римской империи. Здесь был город Flagues (Флаги), вблизи которого финикийцы построили порт. К северу от порта археологи обнаружили остатки храма, известного сегодня как Elkeneis (Элькенеи).
Город использовался правителем Туниса для обеспечения безопасности дорожного движения караванов торговцев, связывавших Ближний Восток и Магриб через Кайруан, и урегулирования конфликтов между различными племенами в этом регионе.

## Экономика
Это также важный торговый порт, специализирующийся на перевозке промышленных товаров. Бассейн порта позволяет принимать суда водоизмещением до 120 тысяч тонн. Кроме того, он имеет обширную зону промышленного порта с очень большими резервуарами для хранения нефти. Здесь были созданы предприятия химической промышленности, в частности, завод по производству фосфорной кислоты Тунисской химической группы. Второй проект строительства завода  осуществляется индо—тунисским консорциумом.
Схира была выбрана для размещения второго нефтеперерабатывающего завода в стране (после Бизерты): проект был передан в мае 2007 года промышленной группе Qatar Petroleum для строительства завода с мощностью 120000 баррелей в день (против 30000 для Бизерты). Нефтепровод будет построен между Ливией и Сехирой в конечном счете поставлять большую часть сырой нефти. Очищенная нефть будет в основном поставляться по трубопроводу на Сфакс (второй экономический центр страны) и тунисский Сахель протяженностью 181 км.

## Комбинат по производству азотных и фосфорных удобрений
Население Сехира занимается и сельскохозяйственной деятельностью — разведением оливковых деревьев, фруктовых деревьев, овощеводством и даже выращиванием зерновых. В прибрежной зоне постепенно развивается рыболовный сектор.

## Транспорт
С другими частями страны город связывают автомобильные и железнодорожные сети. Город расположен на железной линии между Габесом и Тунисом. Кроме того, региональная транспортная компания соединяет Сехиру со всеми административными центрами провинций страны. Для передвижения по городу и за его пределами предусмотрены поездки на такси и сельский транспорт.